# Lytta nigrocyanea
Lytta nigrocyanea är en skalbaggsart som beskrevs av Van Dyke 1929. Lytta nigrocyanea ingår i släktet Lytta och familjen oljebaggar. Inga underarter finns listade i Catalogue of Life.